# Bored of Education
Bored of Education è un cortometraggio del 1936 diretta da Gordon Douglas.

## Trama
Primo giorno dell'anno scolastico, Spanky arriva con un piano per riuscire se stesso ed Alfalfa a non stare in classe; Alfalfa farà finta di aver mal di denti (usando un palloncino in bocca e un fazzoletto intorno alla sua testa) e Spanky lo aiuterà a portarlo a casa. Il nuovo insegnante, Miss Lawrence, sente il piano dei ragazzi e ordina il gelato per la classe allo scopo di dissuadere Alfalfa e Spanky dalla scuola.

## Premi
- Oscar al miglior cortometraggio[1]